# Прошовице
Прошовице (пољ. Proszowice) је град у Пољској у Војводству Малопољском у Повјату прошовицком. Према попису становништва из 2011. у граду је живело 6.270 становника.

## Становништво
Према прелиминарним подацима са пописа, у граду је 2011. живело 6.270 становника.
| 2002. | 2011. | 2012. |
| ----- | ----- | ----- |
| 6.231 | 6.270 | 6.242 |